# Буркина Фасо на Светском првенству у атлетици на отвореном 2022.
Буркина Фасо су на 18. Светском првенству у атлетици на отвореном 2022. одржаном у Јуџину  од 15. до 25. јула учествовала осамнаести пут, односно учествовала су на свим светским првенствима одржаним до данас. Репрезентацију Буркине Фасо представљала су 2 такмичара (1 мушкарац и 1 жена) који су се такмичили у 2 дисциплине (1 мушка и 1 женска).,
На овом првенству Буркина Фасо је по броју освојених медаља делила 33. место са 1 освојеном медаљом (1 сребрна). У табели успешности према броју и пласману такмичара који су учествовали у финалним такмичењима (првих 8 такмичара) Буркина Фасо је са 1 учесником у финалу делила 47 место са 7 бодова.
| Плас. | Земља        | 1. место | 2. место | 3. место | 4. место | 5. место | 6. место | 7. место | 8. место | Бр. финал. | Бод. |
| ----- | ------------ | -------- | -------- | -------- | -------- | -------- | -------- | -------- | -------- | ---------- | ---- |
| =47.  | Буркина Фасо | 0        | 1        | 0        | 0        | 0        | 0        | 0        | 0        | 1          | 7    |

## Учесници
| Мушкарци: - Иг Фабрис Занго — Троскок | Жене: - Марта Коала — Скок удаљ |

## Освајачи медаља (1)

### Сребрна (1)
- Иг Фабрис Занго — Троскок

## Резултати

### Мушкарци
| Атлетичар       | Дисциплина | Лични рекорд | Квалификације | Квалификације | Полуфинале | Полуфинале | Финале    | Финале | Детаљи |
| Атлетичар       | Дисциплина | Лични рекорд | Резултат      | Место         | Резултат   | Место      | Резултат  | Место  | Детаљи |
| --------------- | ---------- | ------------ | ------------- | ------------- | ---------- | ---------- | --------- | ------ | ------ |
| Иг Фабрис Занго | Троскок    | 18,07 д      | 17,15 КВ      | 1. у гр. Б    |            |            | 17,55 ЛРС |        |        |

### Жене
| Атлетичарка | Дисциплина | Лични рекорд | Квалификације   | Квалификације   | Полуфинале | Полуфинале | Финале                | Финале                | Детаљи |
| Атлетичарка | Дисциплина | Лични рекорд | Резултат        | Место           | Резултат   | Место      | Резултат              | Место                 | Детаљи |
| ----------- | ---------- | ------------ | --------------- | --------------- | ---------- | ---------- | --------------------- | --------------------- | ------ |
| Марта Коала | Скок удаљ  | 6,64         | Није стартовала | Није стартовала |            |            | Није се квалификовала | Није се квалификовала |        |